# Meierwik
Meierwik (dänisch Mejervig) ist ein kleiner Ort im Kreis Schleswig-Flensburg angrenzend an Flensburg-Mürwik. Der Flensburger Vorort ist Teil von Glücksburg.

## Geschichte
Der Name Meierwik ist vom lateinischen Wort „maior“ abgeleitet und bezieht sich daher auf die Tätigkeit eines Meiers, also eines Verwalters. Wik, der zweite Namensbestandteil, bezeichnet eine Bucht, so dass die Namensbedeutung: Major-Bucht beziehungsweise Meier-Bucht lautet. Der Name Meierwik bezeichnet also ursprünglich die dortige Bucht, die man heutzutage Meierwiker Bucht nennt. An der dortigen Bucht war nämlich im 16. Jahrhundert ein Frohnhof, im Auftrag von Herzog Christian  errichtet worden. Dieser Meierhof (später: „Alter Meierhof“ genannt) diente als Sitz seines grundherrlichen Verwaltungsbeamten, der in seinem Sinne, nach festgelegten Regeln, die herzöglichen Ländereien bewirtschaftete. – Der Alte Meierhof und die später entstandene Siedlung namens Meierwik gehörten zum Kirchspiel Munkbrarup.
Im Jahre 1841 wurde das westliche Meierwik von Baron Schack von Brockendorf zu Petersholm und Thomasgaard, kgl. Kammerherr erworben. Er machte daraus seinen Landsitz, den er Solitüde nannte. Im östlichen Meierwik gab es eine alte Wassermühle. Der Bach Mühlenbek, der aus dem nahgelegenen Tremmeruper Wald kommt, trieb diese an. Außerdem errichtete der Müller Erich Nicolai Nissen im Jahr 1845 in Meierwik eine Windmühle, die Mühle „Hoffnung“. Für das Jahr 1854 ist zudem an der Grenze zum östlichen Meierwik eine Ziegelei bezeugt, die noch zum erwähnten westlichen Teil gehörte. Im Jahr 1868 stellte der Müller Erich Nicolaus Nissen fest, dass sein Standort nicht mehr sonderlich günstig war. In der Nähe seiner Mühle hatte er kaum Kunden. Daher ließ er seine Mühle abbauen und in Munkbrarup, wo zuvor keine Windmühle stand, neu errichten. Die gesamte Mühlentechnik, die Holzkonstruktion des Rumpfes sowie die Kappe der Mühle und viele andere Bauteile waren dafür zerlegt und mit dem Pferdewagen zum neuen Standort gefahren worden.
1910 wurde Solitüde (also das westliche Meierwik) als Teil von Twedter Holz in die Stadt Flensburg eingemeindet. In dieser Zeit entstand auch die Marineschule Mürwik und Mürwik entwickelte sich zum Militärstadtteil Flensburgs. Auch in Meierwik entstand später am östlichen Rand eine Kaserne. Im Mai 1945 lag Meierwik im neu eingerichteten Sonderbereich Mürwik. In den 1950er Jahren wurde die besagte Kaserne Glücksburg-Meierwik vom Flottenkommando bezogen.
Im Alten Meierhof befand sich im 20. Jahrhundert ein Restaurant, das von seiner Lage an der Förde profitierte. In den 1990er Jahren brannte das Restaurant jedoch vollständig ab. Das Ehepaar Gerlinde und Gerd Theilen bauten bald danach das heute dort befindliche Hotel, welches im Jahr 1999 eröffnete. Der Küchenchef ist seit 2006 Dirk Luther. Seit 2014 ist er zudem der Hotelchef. Bis ins 20. Jahrhundert stand in Meierwik auch noch die Wassermühle, von der heute nur noch der kleine Mühlenteich der Mühlenbek und die Straße Zur Alten Wassermühle zeugen. Die Mühle „Hoffnung“ ist erhalten geblieben und steht noch heute in Munkbrarup. Im alten Gutshof von Mittkoppel befindet sich heute ein Kindergarten. Zu Beginn des 21. Jahrhunderts begann eine erhöhte Bautätigkeit in Meierwik, die heute offenbar noch nicht abgeschlossen ist. Meierwik ist heute über Solitüde vollständig mit Flensburg verwachsen. Im Gegensatz dazu beträgt die Entfernung von der Meierwiker Zufahrtsstraße zum Flottenkommando bis zum Quellental, das am Rand von Glücksburg liegt, 650 Meter. Das Flottenkommando wurde 2012 aufgelöst, das Gelände ist aber bisher nicht freigegeben.

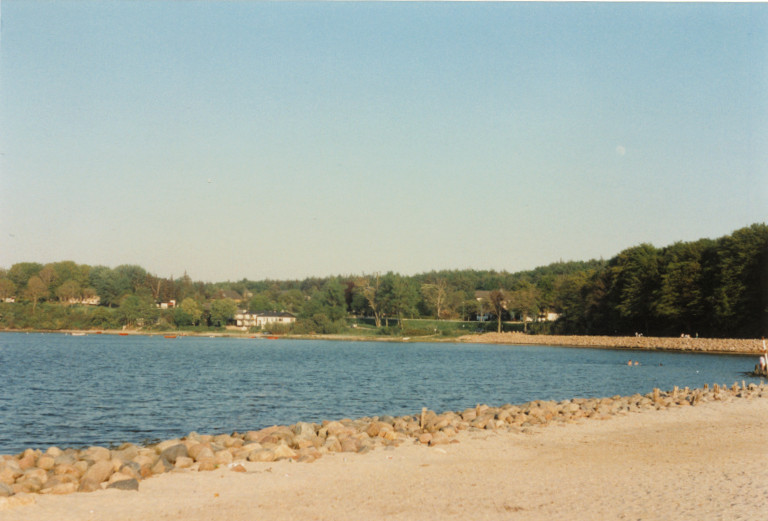
Blick von Solitüde nach Meierwik im Mai 1990
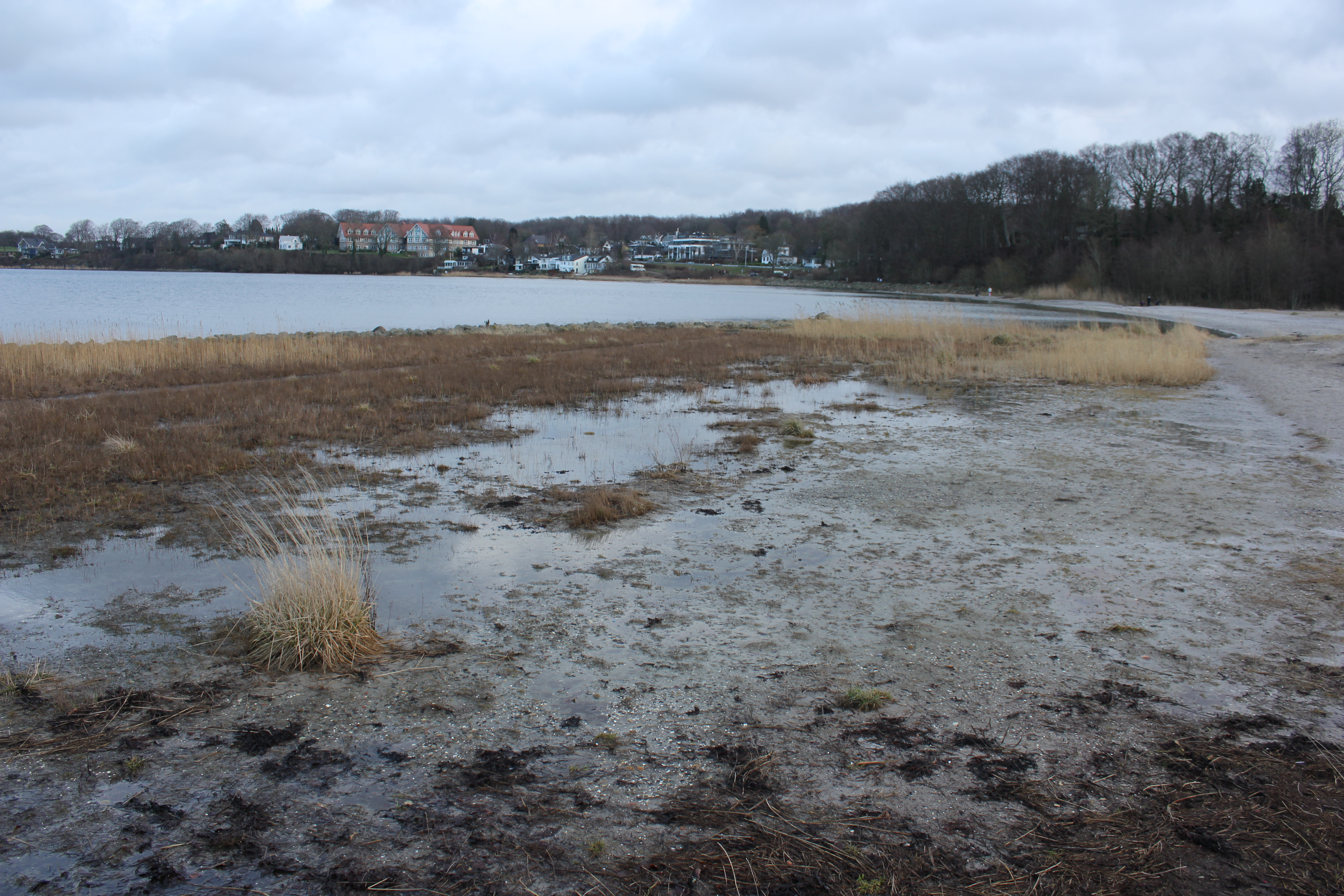
Blick vom Strandbad Solitüde nach Meierwik
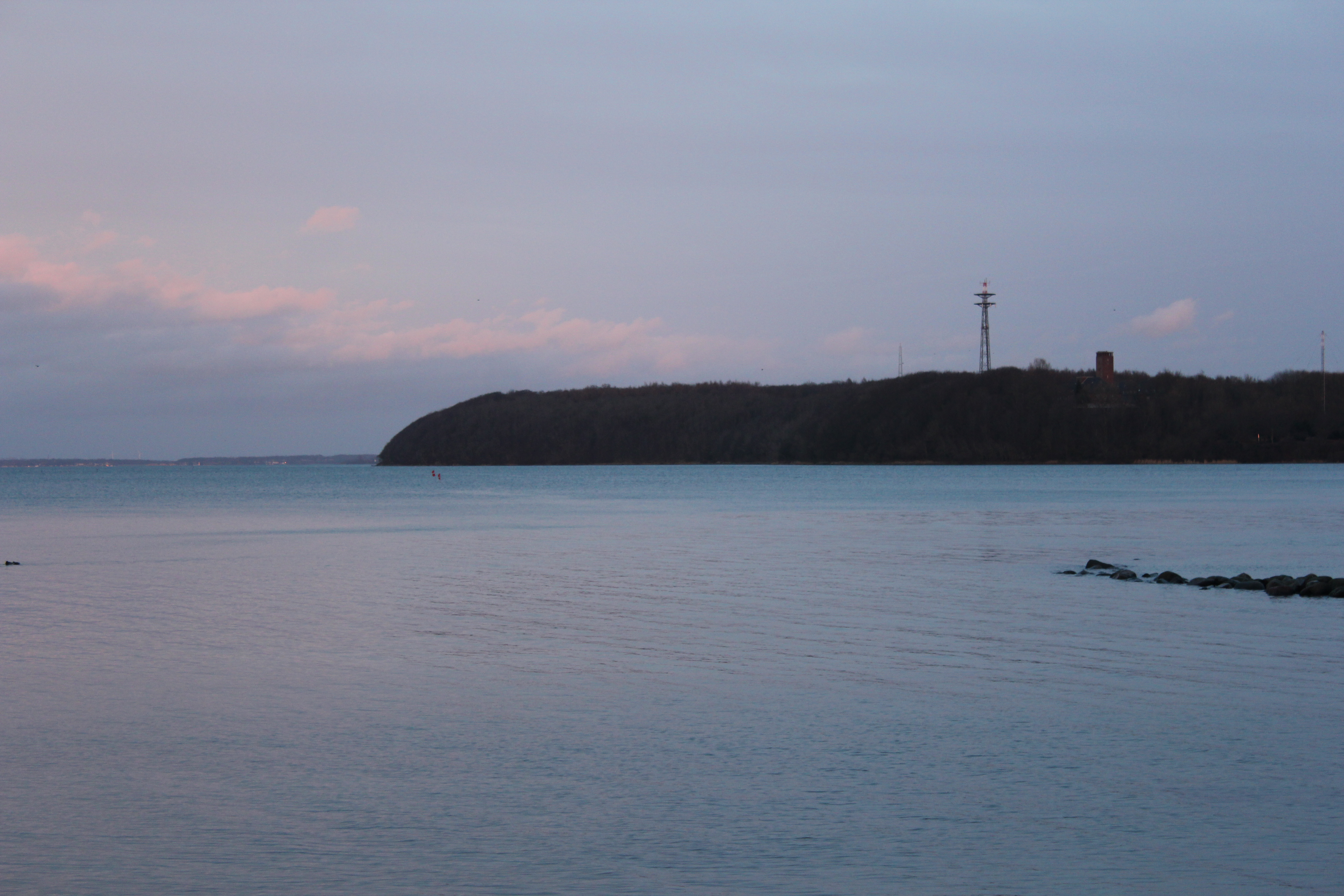
Blick von Solitüde nach Meierwik, Winzigerhuk
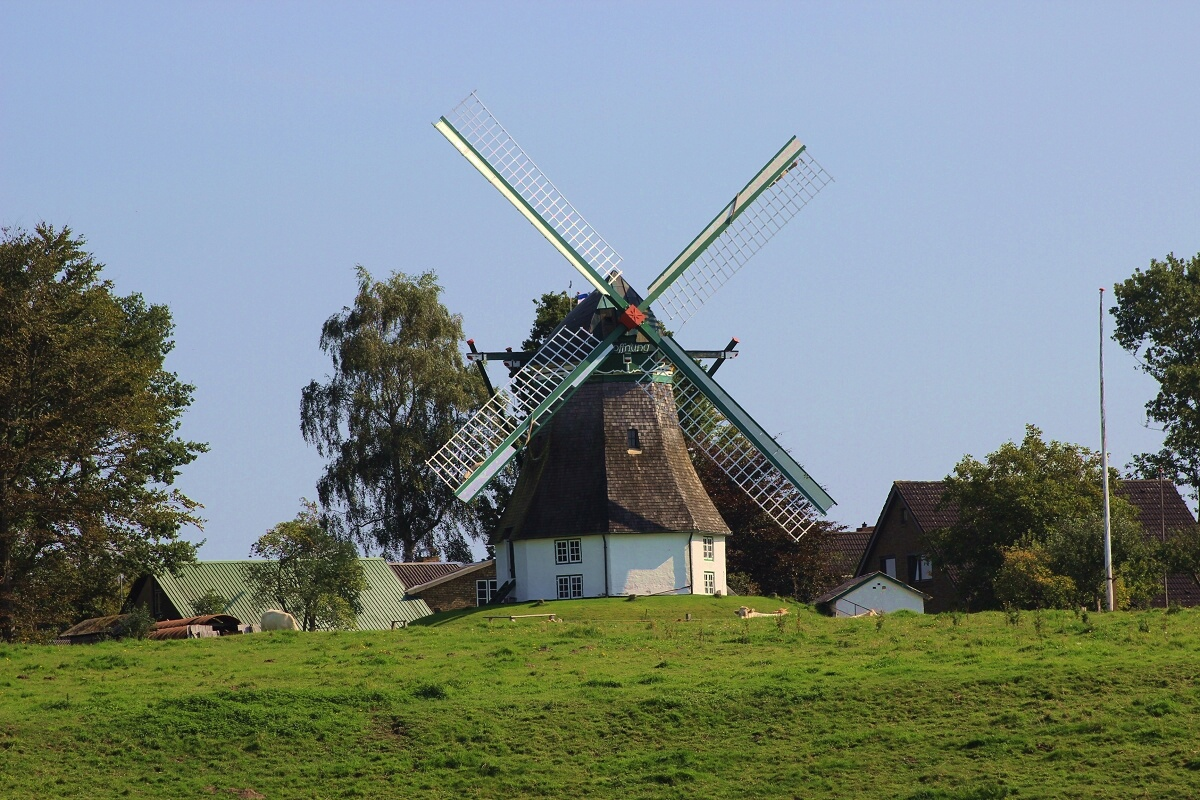
Die Windmühle „Hoffnung“, die früher in Meierwik stand und heute in Munkbrarup steht.